# Barnskydd i Finland
Barnskydd i Finland avser samhällets vård av barn och ungdom. 

## Historik
I äldre tider var all omsorg en angelägenhet för församlingarna, som bland annat upprätthöll de fåtaliga barnhemmen. Det världsliga samhället kom genom 1852 års fattigvårdsförordning in i bilden även när det gällde vården av barn och unga. Välgörenhet som utövades av bland annat fruntimmersföreningar spelade länge en viss roll för vanlottade barns rent fysiska överlevnad. Den första barnskyddsnämnden tillsattes 1899 i Helsingfors, och året innan hade lagen om förmynderskap slagit fast föräldrarnas rättigheter och skyldigheter gentemot sina barn. År 1936 stiftades den första barnskyddslagen, som var i kraft i nästan ett halvt sekel, fram till 1984.

## Nuvarande lagstiftning
Barnskyddet regleras främst av barnskyddslagen från 2007, enligt vilken barn har rätt till en trygg och stimulerande uppväxtmiljö samt till en harmonisk och mångsidig utveckling. Som barn anses enligt nuvarande lagstiftning den som inte fyllt 18 år och som ung den som är 18–22 år.
Kommunen skall enligt barnskyddslagen se till att barnskyddet till sin innebörd och omfattning ordnas så som behovet i kommunen förutsätter. Socialnämnden godkänner de allmänna grunderna och anvisningarna för ordnandet och utvecklandet av det under nämnden lydande barnskyddet. Socialnämnden och de övriga kommunala myndigheterna skall ge akt på och utveckla barns och ungas uppväxtförhållanden samt att stödja vårdnadshavarna vad gäller deras uppfostran. Kommunen är även ansvarig för det familje- och individinriktade barnskydd, som kan omfatta stödåtgärder inom öppen vård, omhändertagande och vård utom hemmet samt eftervård.